# Хидишан, Флорин
Флорин Хидишан (рум. Florin Hidișan; 24 июня 1982, Рымнику-Вылча — 11 сентября 2022, Клуж-Напока) — румынский футболист, полузащитник.

## Биография
В начале взрослой карьеры выступал в Лиге 2 Румынии за «Кымпия Турзии» и «Интернационал» (Куртя-де-Арджеш).
В 2003 году перешёл в «Арджеш» (Питешти), в его составе дебютировал в высшем дивизионе Румынии 23 августа 2003 года в матче против «Тимишоары». В дальнейшем выступал в высшем дивизионе за «УТА» Арад (2006—2008), «Пандурий» Тыргу-Жиу (2009—2011), «Университатя» Клуж-Напока (2013). Всего в Лиге 1 провёл 107 матчей и забил 7 голов. Также играл за клубы Лиги 2 («Отопени», «Брашов», «УТА» Арад), где провёл 110 матчей и забил 8 голов. В высшем дивизионе его команды в основном занимали места в нижней половине таблицы, а в Лиге 2 футболист дважды становился третьим призёром — в сезоне 2004/05 с «Отопени» и в сезоне 2005/06 с «Брашовом».
С 2014 года до конца карьеры выступал за клубы низших дивизионов.
Скончался 11 сентября 2022 года в возрасте 40 лет от рака желудка.